# Euro XIII
L' Euro XIII  (en anglais Euro XIII's) est une compétition annuelle de rugby à XIII  regroupant seize clubs européens. 
Elle est créée en 2020 pour permettre de développer le rugby à XIII en Europe, au delà des nations traditionnelles que sont l'Angleterre, les autres  nations constitutives du Royaume-Uni  et la France. 
Sa première saison est prévue en 2022, une sorte de pré-tournoi étant prévu en 2021, sous forme de compétition à élimination directe. 
À noter que depuis sa création en 2020, aucun club français ne s'est inscrit à cette compétition. 

## Histoire

### Création de la compétition
La compétition se crée au mois de mai 2020,  dans un climat de hiatus entre les organisateurs et les instances officielles comme la RLEF, la fédération européenne de rugby à XIII. 
La difficulté vient du fait que l’initiative de la compétition ne vient pas d'une instance officielle mais d'un groupe informel de clubs et personnalités européens. 
Aussi, l'initiative apparait d'abord comme un projet rebelle . Certains fédérations, comme celle de Serbie, s'en démarquant.
Dean Buchan, le président des Valencia Huracanes et porteur du projet conteste le fait qu'il s'agit d'un projet dissident, et indique même chercher la collaboration avec la fédération européenne. Néanmoins, la polémique semble s'estomper avec une rencontre organisée entre les deux parties. 
En effet, son projet a pour but de « créer un championnat à travers l’Europe pour développer le rugby à XIII dans tous les pays émergents, c'est-à-dire beaucoup de pays européens à part l’Angleterre et la France qui en sont déjà à un stade plus avancé ». 
La RLEF indique finalement à la fin du mois de juin 2020 que, même si elle le voulait, « elle n'a pas les pouvoirs pour empêcher la tenue de la compétition » et elle indique vouloir prendre le temps de la réflexion.

### Premier championnat  en 2022: 16 clubs
Les organisateurs revendiquent trente clubs dans dix-sept pays, cependant seules seize équipes doivent participer au premier championnat.

## Organisation de drafts
A l'instar ce que se passe dans d'autres sports, le groupe Euro XIII organise plusieurs drafts pour permettre aux clubs de recruter des joueurs en dehors d'Europe.
Le premier est organisé en Australie à Brisbane : « Les 16 équipes se partagent les 56 joueurs qui se présentent au draft le 1er décembre 2020. Les équipes seront classées de 1 à 16 selon leur potentiel et classement des saisons précédentes. Ainsi, les équipes classées de 1 à 4 auront 2 choix de draft, celles des places 5 à 8 auront 3 choix, les places 9 à 12, 4 choix et enfin les places 13 à 16 auront la possibilité de récupérer 5 joueurs ».
Un deuxième est prévue pour recruter des joueurs d'Amérique du nord. Il doit prendre place à Atlanta.

## Les équipes

### Les équipes acceptées officiellement
| Club                                    | Pays               | Ville ou Province(s) | Titres dans l'Euro XIII |
| --------------------------------------- | ------------------ | -------------------- | ----------------------- |
| North Brussels Gorrilas                 | Belgique           | Bruxelles            | Aucun                   |
| Dublin Blues                            | Irlande            | Dublin               | Aucun                   |
| Budapest Rugby League                   | Hongrie            | Budapest             | Aucun                   |
| Mad Squirrels de Vrchlabi               | République tchèque | Vrchlabí             | Aucun                   |
| Valencia Huracanes                      | Espagne            | Valence              | Aucun                   |
| Rotterdam Pitbulls                      | Pays-bas           | Rotterdam            | Aucun                   |
| Anadolu XIII Anatolian                  | Turquie            | Istanbul             | Aucun                   |
| Skåne Crusaders RL                      | Suède              | Malmö                | Aucun                   |
| Rhondda Outlaws RL                      | Pays de Galles     | Rhondda              | Aucun                   |
| Jaguars de Birmingham                   | Angleterre         | Birmingham           | Aucun                   |
| Copenhagen Rugby League FC              | Danemark           | Copenhague           | Aucun                   |
| Scorpions de Chisinau                   | Moldavie           | Chisinau             | Aucun                   |
| Aigles d’Édimbourg                      | Écosse             | Édimbourg            | Aucun                   |
| Leoni Veneti                            | Italie             | Venise               | Aucun                   |
| Chevaliers de Rhodes (Ιππότες Ροδου ΑΣ) | Grèce              | Rhodes               | Aucun                   |
| Stavangerrugbyklubb                     | Norvège            | Stavanger            | Aucun                   |

| \| Bruxelles Valence Dublin Rotterdam Budapest Vrchlabí Istanbul Malmö Rhondda Birmingham Copenhague Chisinau Édimbourg Venise Rhodes Stavanger \| Villes ou Provinces ou circonscriptions candidates à l'Euro XIII |
| Bruxelles Valence Dublin Rotterdam Budapest Vrchlabí Istanbul Malmö Rhondda Birmingham Copenhague Chisinau Édimbourg Venise Rhodes Stavanger                                                                        |

## Palmarès

### Palmarès par édition
| N° | Édition | Vainqueur | Score | Finaliste |
| -- | ------- | --------- | ----- | --------- |
| 1  | 2021    |           |       |           |
| 2  | 2022    |           |       |           |
| 3  |         |           |       |           |

### Palmarès par club
| Rang | Club | Titres (éditions) | Finales perdues (éditions) |
| ---- | ---- | ----------------- | -------------------------- |
| 1    |      |                   |                            |
| 2    |      |                   |                            |

### Palmarès par nation
La Serbie est la nation la plus titrée par ses clubs : trois titres en 2019
Seules des équipes serbes ont remporté le tournoi depuis sa création. 
Seuls les clubs issus de cette même nation ont pu atteindre la finale de la compétition.
| Rang | Nation | Finales | Finales | Finales |
| Rang | Nation | Gagnées | Perdues | Total   |
| ---- | ------ | ------- | ------- | ------- |
| 1    |        |         |         |         |
| 2    |        |         |         |         |

## Médiatisation

### Télévision
| Chaine | Pays | Période | Diffusion |
| ------ | ---- | ------- | --------- |
|        |      |         |           |

## Statistiques

### Records et statistiques par club
- Meilleurs marqueurs d'essais :
- Meilleurs passeurs :
- Plus grand nombre de matches :